# Kaufhaus Henschel
Das Kaufhaus Henschel (ehemals Kaufhaus Rothschild) ist ein unter Denkmalschutz stehendes Bauwerk in Darmstadt.

## Architektur und Geschichte
Der dem Marktplatz zugewandte Teil des damaligen Kaufhauses Rothschild wurde nach Plänen der Architekten Georg Küchler und Georg Wickop in zwei Bauabschnitten (1908 und 1913–1914) erbaut. Bauherr war der Textilkaufmann Siegmund Rothschild. Die gerasterte Fassade aus gelbem Sandstein ist erhalten. Das zurückliegende Erdgeschoss besitzt Arkaden. Das erste Obergeschoss wurde erhöht ausgeführt. Das Gesims zwischen dem zweiten und dem niedrigeren dritten Obergeschoss war ursprünglich das Kranzgesims des hohen Mansarddachs. Die vertikale Gliederung der Fassade erfolgt durch die Fenster und die leicht vortretenden Lisenen, die in den Stützen der Arkaden weitergeführt werden. Der Übergang von den Lisenen zu den Stützen der Arkaden wird durch Reliefs betont.
Bei einem Luftangriff im Jahr 1944 wurde das Gebäude bis auf die dem Marktplatz zugewandte Fassade zerstört. In den Jahren von 1946 bis 1956 wurde das Kaufhaus nach Plänen des Architekten Peter Müller (1881–1960) wiederaufgebaut.
In den 1990er-Jahren wurde das Bauwerk durch die Erweiterung des vierten Obergeschosses und die Aufstockung um ein fünftes Geschoss vergrößert.
2001 erfolgte ein Umbau im Inneren des Gebäudes. In den 2010er-Jahren erfolgte ein weiterer Umbau und eine Modernisierung.

## Denkmalschutz
Aus architektonischen und stadtgeschichtlichen Gründen ist das Kaufhaus Henschel ein Kulturdenkmal.